# Iréli
Iréli est une localité du pays Dogon et une commune rurale du Mali, chef-lieu d'arrondissement dans le cercle de Sangha, et la région de Bandiagara. La commune a pour chef-lieu la localité de Iréli Dama.

## Géographie

Carte communale de Sangha

Le village d'Iréli est localisé aux pieds d'une falaise dans la plaine de Séno en pays Dogon.
La localité de Iréli Dama est située à 13 km par une route sinueuse, au sud du chef-lieu de cercle Sangha.

## Histoire
En 2023, la commune de Sangha qui compte 57 localités lors du recensement de 2009 et démembrée en deux communes pour former la nouvelle commune rurale de Iréli qui regroupe 34 localités, la commune de Sangha conserve 22 localités.

## Villages
La commune est composée de 34 localités : villages, fractions ou quartiers. Les villages sont relevées dans la commune de Sangha lors du recensement général de 2009. 
Les villages les plus peuplés sont :
- Tereli (2 362 habitants)
- Sono (2 006 habitants)

En 2009, la localité de Iréli Dama compte 252 habitants.

### Iconographie
- Le village d'Iréli aux pieds de la falaise et la plaine de Séno, ECPAD, 1969.